# Баркисимето
Баркисиме́то (исп. Barquisimeto) — город на северо-западе Венесуэлы, столица и крупнейший город штата Лара.
Население — 1 018 900 жителей (2009).
Расположен в горной долине хребта Кордильера-де-Мерида, в 260 км западнее Каракаса, с которым соединён железной дорогой и шоссе.
Город основан в 1552 году Хуаном де Вильегас преимущественно для эксплуатации предполагавшихся в его окрестностях золотых рудников и названный им в честь его родины Новой Сеговией.
Сильно пострадал во время землетрясения 1812 года.
Центр кожевенной и табачной промышленности. Центр сельскохозяйственного региона, где выращиваются кофе, сахар, какао.
Действует университет Лисандро Альварадо, основанный в 1963 году.
23 ноября 2012 года в городе запущено троллейбусное движение.